# Zájezdní hostinec (Brandýs nad Orlicí)
Zájezdní hostinec v Brandýse nad Orlicí je bývalý zájezdní hostinec čp. 152, který se nachází v Husově ulici v Brandýse nad Orlicí v okrese Ústí nad Orlicí. Dům je od roku 1997 chráněn jako nemovitá kulturní památka.

## Popis
Budova bývalého zájezdního hostince v Brandýse nad Orlicí představuje přízemní roubený venkovský dům tradičního typu s trojdílnou dispozicí orientovaný boční stranou podél ulice.
Z původního roubeného domu se dochovalo přízemí, půdní prostory byly novodobě přestavěny k obytným účelům. Dochovala se i původní roubená stěna západního štítového průčelí, která však byla zvenku zesílena novodobou přizdívkou bez okenních otvorů.
Štít s podlomenicí je pokryt eternitovými šablonami, v horní polovině štítu se nacházejí dvě menší obdélná okénka osvětlující novodobou půdní místnost.
Přízemí je rozděleno průchozí síní na dvě části – vlevo se nachází původní obytná místnost osvětlená z ulice dvěma okny, vpravo je bývalá komora osvětlená rovněž z ulice menším oknem. Komora i obytná místnost jsou přístupné z průchozí síně vedoucí do dvora.
Půdní prostory byly novodobě upraveny pro bydlení, osvětlené jsou menšími okny v západním průčelí a novodobým vikýřem.

## Fotogalerie

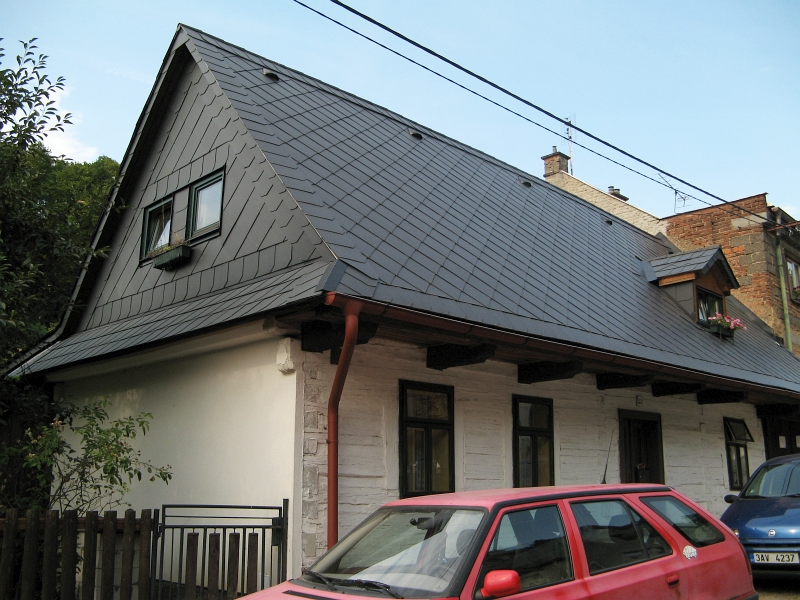
Pohled na západní štít bývalého zájezdního hostince
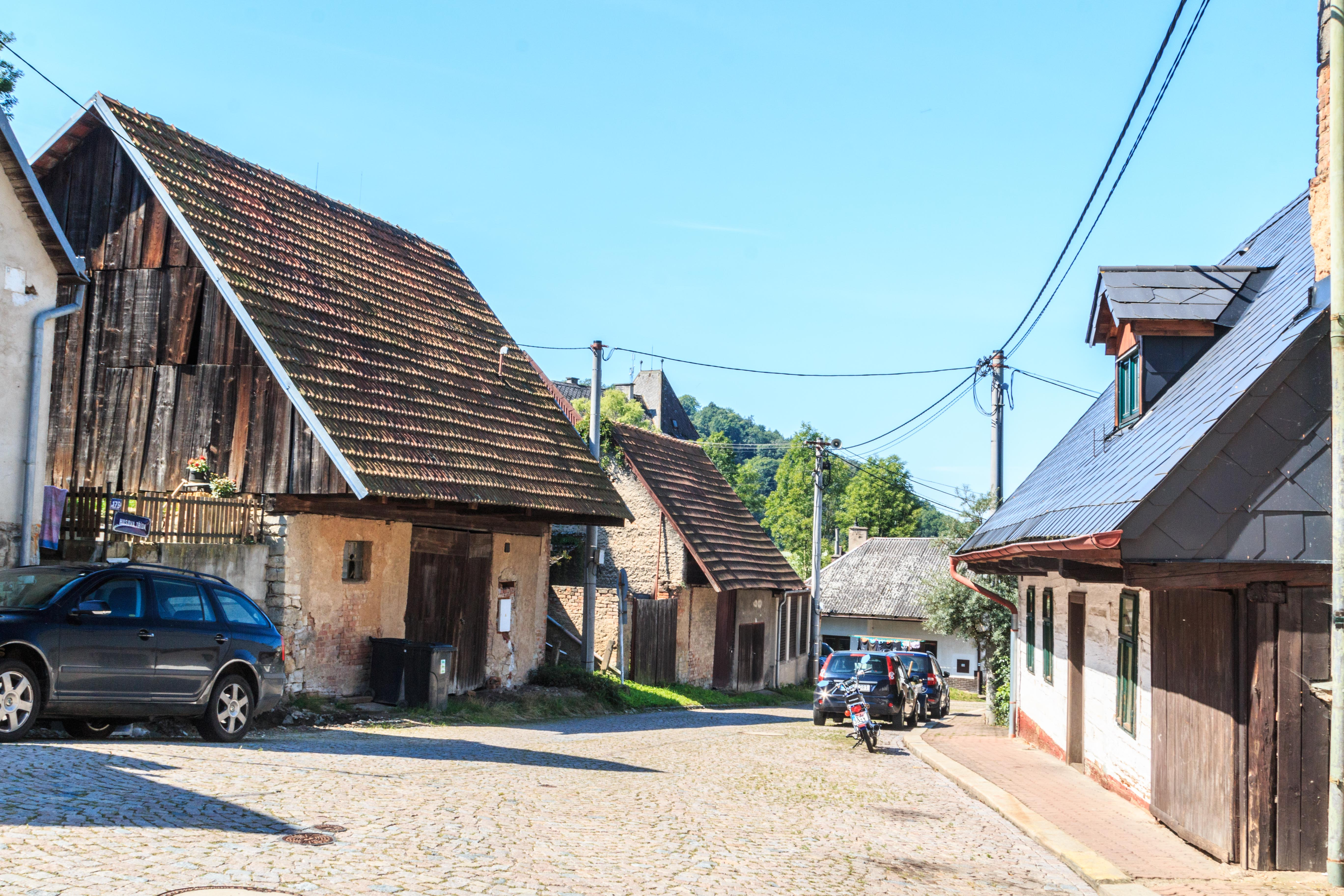
Vpravo budova bývalého zájezdního hostince